# Jonathan Panzo
Pour les articles homonymes, voir Panzo.
Jonathan Panzo, né le 25 octobre 2000 à Londres, est un footballeur anglais qui évolue au poste de défenseur central au Rio Ave FC, en prêt de Nottingham Forest.

## Biographie

### En club

#### AS Monaco
Formé au Chelsea FC, Jonathan Panzo s'engage avec l'AS Monaco le 6 juillet 2018.
Le 19 décembre 2018, il prend part à sa première rencontre au niveau professionnel en étant titularisé contre le FC Lorient en Coupe de la Ligue (victoire 1-0).

#### Prêt au Cercle de  Bruges
En août 2019, Panzo participe à deux matchs de Ligue 1 avant d'être prêté pour une saison au Cercle Bruges le 30 août 2019. Il dispute son premier match de Jupiler Pro League le 14 septembre face au Club Bruges (7e journée, défaite 2-0). Entre la 7e et la 26e journée, il débute 17 rencontres avant de se blesser et de voir la saison être suspendue à cause de la pandémie de Covid-19. Au Cercle, il fait face à un contexte différent, le club luttant pour son maintien.

#### Dijon FCO
Le 26 août 2020, il s'engage pour trois saisons avec le Dijon FCO, pour une somme de 3,4 millions d'euros. Deux jours plus tard, il dispute son premier match de championnat sous les couleurs dijonnaise, remplaçant Ahmad Ngouyamsa, lors d'un déplacement au Groupama Stadium (2e journée, défaite 4-1). Recruté pour pallier le départ de Nayef Aguerd vers Rennes, il s'impose rapidement en charnière centrale au côté de Bruno Ecuele Manga. En cours de saison, il perd peu à peu du temps de jeu au profit de Senou Coulibaly.

#### Nottingham Forest
Le 31 janvier 2022, il rejoint l'Angleterre en signant un contrat jusqu'au 30 juin 2025 à Nottingham Forest. Toutefois, il n'y joue cependant qu'un seul match à Hull City le 7 mai 2022 avec l'équipe première qui remonte en division 1 via les barrages.

#### Prêt à Coventry
Le 13 juillet 2022, il est prêté pour une saison à Coventry City en Championship (division 2 anglaise). Il y est titulaire régulier jusqu'au début du mois de février 2023 puis ne joue quasiment plus jusqu'à la fin de la saison.

#### Prêt à Cardiff City
Le 1er septembre 2023, il est prêté au club gallois de Cardiff City évoluant aussi en Championship anglaise. Disposant de peu de temps de jeu, le prêt est arrêté le 15 janvier 2024.

#### Prêt au Standard de Liège
Un troisième prêt consécutif le reconduit deux semaines plus tard vers le championnat de Belgique de première division au Standard de Liège. Il s'agit d'un prêt avec option d'achat. Il joue son premier match le 3 février 2024 avec les Rouches en entrant au jeu au RWDM, étant toutefois impliqué dans le second but des Molenbeekois (score : 2-2).

### En équipe nationale
Panzo participe au championnat d'Europe des moins de 17 ans en 2017 avec l'équipe d'Angleterre des moins de 17 ans. Il joue six matchs lors de ce tournoi qui voit l'Angleterre échouer en finale contre l'Espagne à l'issue de la séance des tirs au but.
Il dispute quelques mois plus tard la Coupe du monde des moins de 17 ans. L'Angleterre prend sa revanche sur cette même équipe d'Espagne en finale en remportant le titre mondial (5-2).

## Statistiques
| Saison                | Club                     | Championnat           | Championnat | Championnat | Coupe nationale | Coupe nationale | Coupe de la Ligue | Coupe de la Ligue | Supercoupe | Supercoupe | Compétition(s) continentale(s) | Compétition(s) continentale(s) | Compétition(s) continentale(s) | Total | Total |
| Saison                | Club                     | Division              | M.          | B.          | M.              | B.              | M.                | B.                | M.         | B.         | Comp.                          | M.                             | B.                             | M.    | B.    |
| 2018-2019             | AS Monaco                | Ligue 1               | -           | -           | -               | -               | 1                 | 0                 | -          | -          | -                              | -                              | -                              | 1     | 0     |
| 2019-2020             | AS Monaco                | Ligue 1               | 2           | 0           | -               | -               | -                 | -                 | -          | -          | -                              | -                              | -                              | 2     | 0     |
| 2019-2020             | Cercle Bruges KSV (prêt) | Division 1A           | 17          | 0           | 1               | 0               | -                 | -                 | -          | -          | -                              | -                              | -                              | 18    | 0     |
| Sous-total            | Sous-total               | Sous-total            | 19          | 0           | 1               | 0               | 1                 | 0                 | -          | -          | -                              | -                              | -                              | 21    | 0     |
| 2020-2021             | Dijon FCO                | Ligue 1               | 22          | 0           | 1               | 0               | -                 | -                 | -          | -          | -                              | -                              | -                              | 23    | 0     |
| 2021-2022             | Dijon FCO                | Ligue 2               | -           | -           | 3               | 0               | -                 | -                 | -          | -          | -                              | -                              | -                              | 3     | 0     |
| Sous-total            | Sous-total               | Sous-total            | 22          | 0           | 4               | 0               | -                 | -                 | -          | -          | -                              | -                              | -                              | 26    | 0     |
| 2022-2023             | Coventry City (prêt)     | Championship          | 31          | 1           | 1               | 0               | -                 | -                 | -          | -          | -                              | -                              | -                              | 32    | 1     |
| 2023-2024             | Cardiff City (prêt)      | Championship          | 4           | 0           | -               | -               | 1                 | 0                 | -          | -          | -                              | -                              | -                              | 5     | 0     |
| 2023-2024             | Standard de Liège (prêt) | Division 1A           | 3           | 0           | -               | -               | -                 | -                 | -          | -          | -                              | -                              | -                              | 3     | 0     |
| Total sur la carrière | Total sur la carrière    | Total sur la carrière | 83          | 1           | 6               | 0               | 2                 | 0                 | -          | -          | -                              | -                              | -                              | 91    | 1     |

## Palmarès

### En sélection
- Angleterre -17 ans
  - Vainqueur de la Coupe du monde en 2017.
  - Finaliste du Championnat d'Europe en 2017.